# Plutodes iridaria
Plutodes iridaria är en fjärilsart som beskrevs av Debauche 1941. Plutodes iridaria ingår i släktet Plutodes och familjen mätare. Inga underarter finns listade i Catalogue of Life.